# Dachmodul
Ein Dachmodul ist ein komplettes Dach (Softtop bzw. klassisches Faltverdeck oder Retractable Hardtop bzw. geteilt-versenkbares Blechdach), das von entsprechend spezialisierten Verdeckherstellern produziert und an die Automobilindustrie (oder deren OEM) geliefert wird. Beim Fahrzeughersteller erfolgt dann die Endmontage auf das Cabriolet. 
Je nach historisch gewachsener Ausprägung der Fertigung, vertraglicher Situation oder auch abhängig von der Marktnachfrage und der Auftragssituation der Hersteller können Verdeckhersteller wie Karmann, Heuliez oder Pininfarina genauso dann auch als OEM-Hersteller des gesamten Fahrzeuges sein. 
Die Unternehmen Car Top Systems, Edscha und OASys sind hingegen reine Verdeck- bzw. Dachmodulhersteller, die den Herstellern (z. B. Porsche) oder deren OEM (z. B. Valmet in Finnland) die Dachsysteme anliefern.